# ريتشارد كوفمان (قانوني)
ريتشارد كوفمان (و. 1850 – 1908 م) هو قانوني، وأستاذ جامعي، واقتصادي، وجامع تحف ألماني، ولد في كولونيا، توفي في تشارلوتنبرغ، عن عمر يناهز 58 عاماً.

## التعليم
تعلم في جامعة بون
.